# Слобозія
Слобозія (рум. Slobozia) — місто на південному сході Румунії. Адміністративний центр повіту Яломіца.

## Назва міста
Походить з румунської мови рум. slobozie, що позначало поселення, яке не платило завойовникам данину. Слово ж рум. slobozie походить від слов'янського корня «слобод», що означає «вільний».

## Господарство
Здебільшого розвинене сільське господарство. Азотна, текстильна промисловість.

## Транспорт

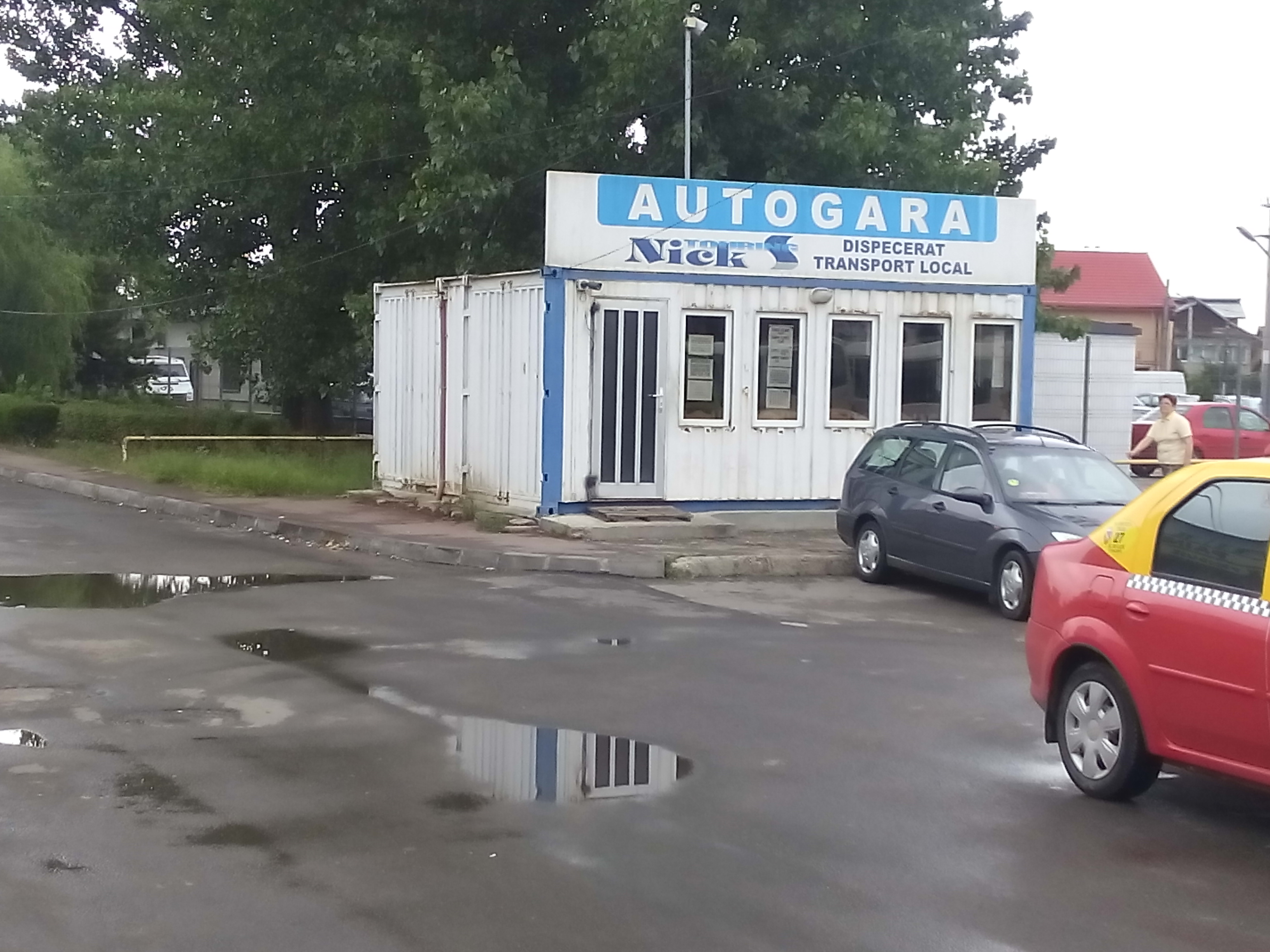
Автовокзал
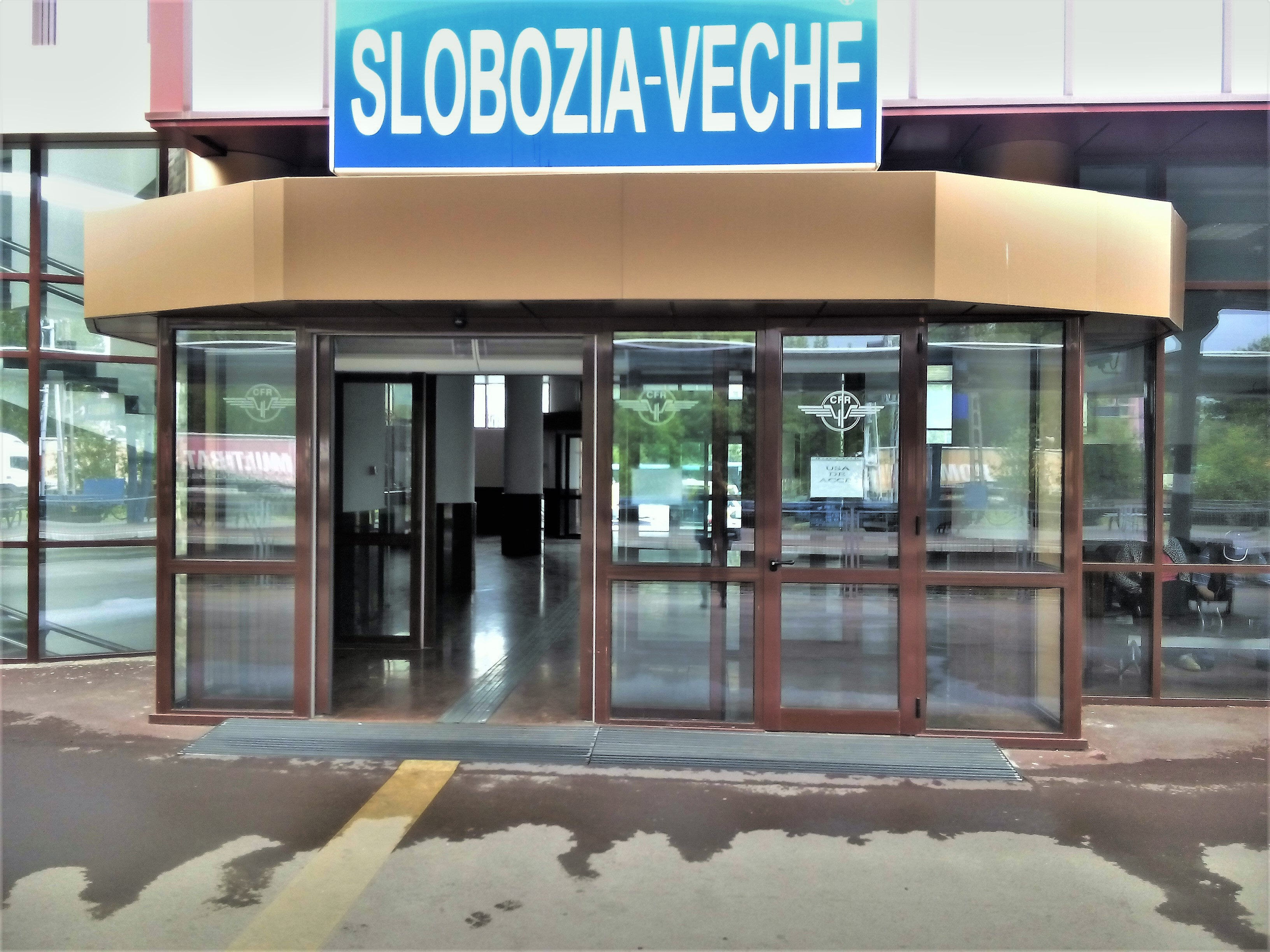
Залізничний вокзал
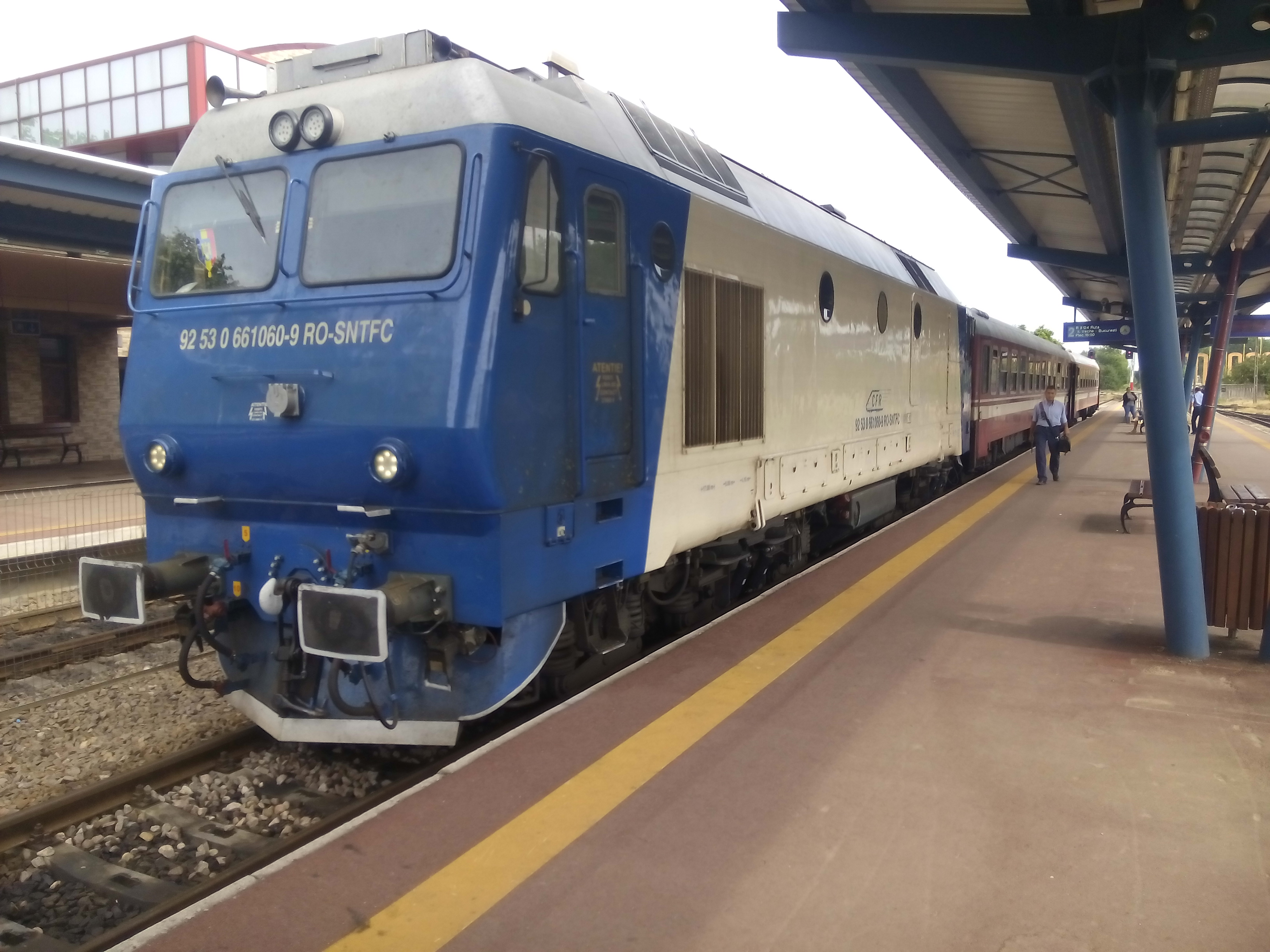
Місцевий потяг Слобозія-Бухарест
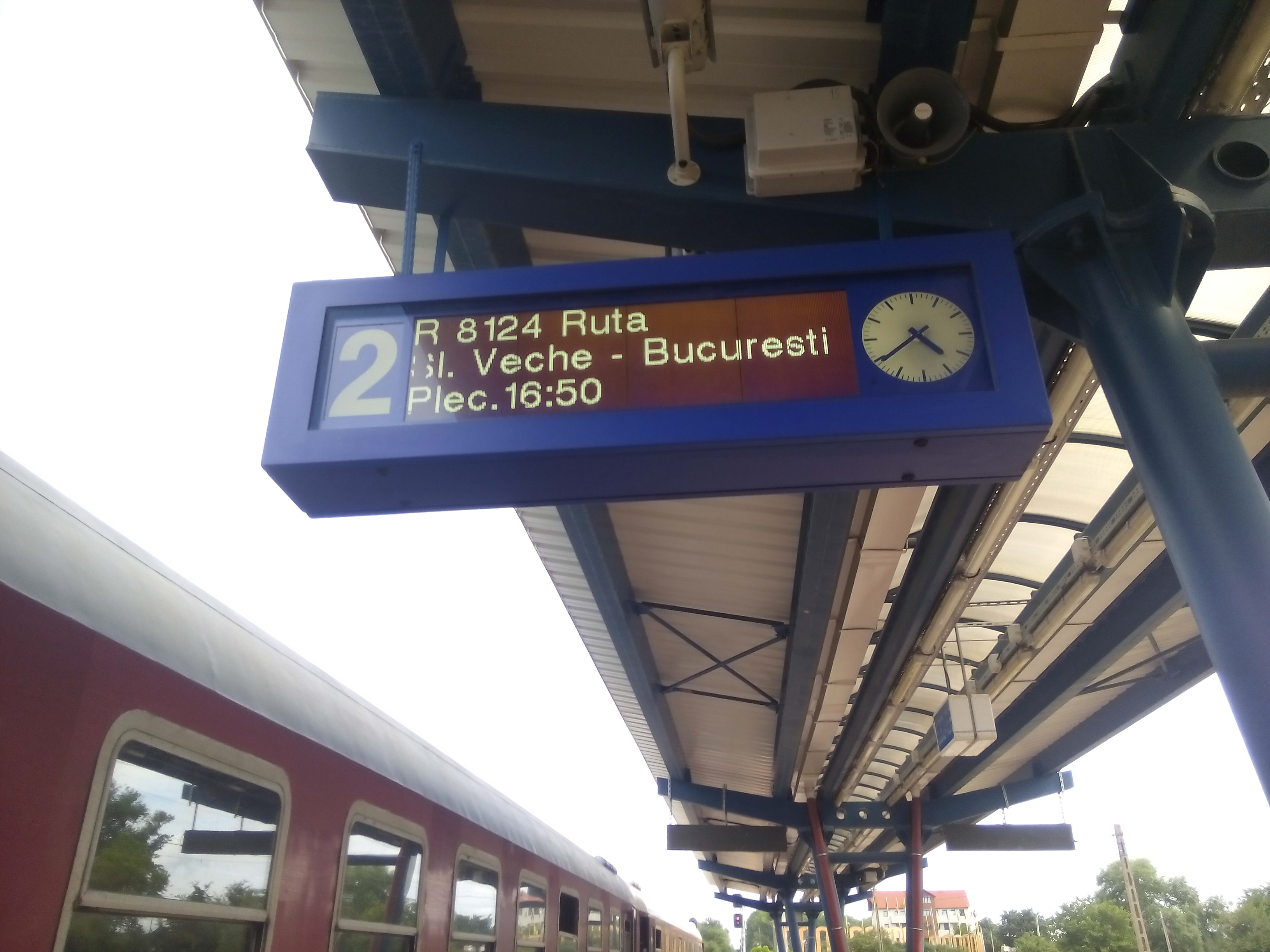
Перон
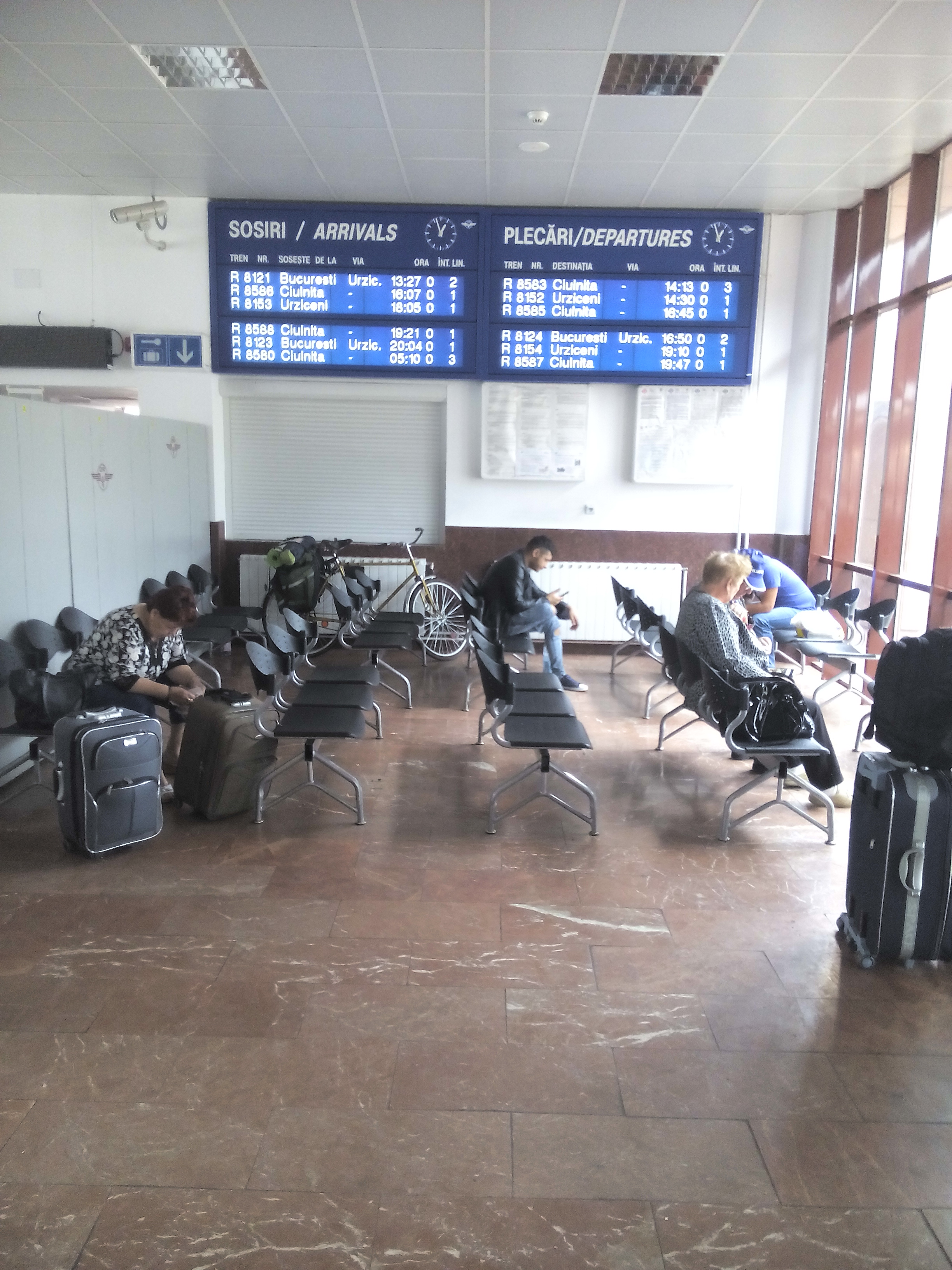
Зал очікування

## Відомі люди
- Мірча Дінеску — румунський поет.
- Петру Філліп — політик.
- Йонел Перля (рум. Jonel Perlea) — всесвітньо відомий диригент.[2]

## Галерея

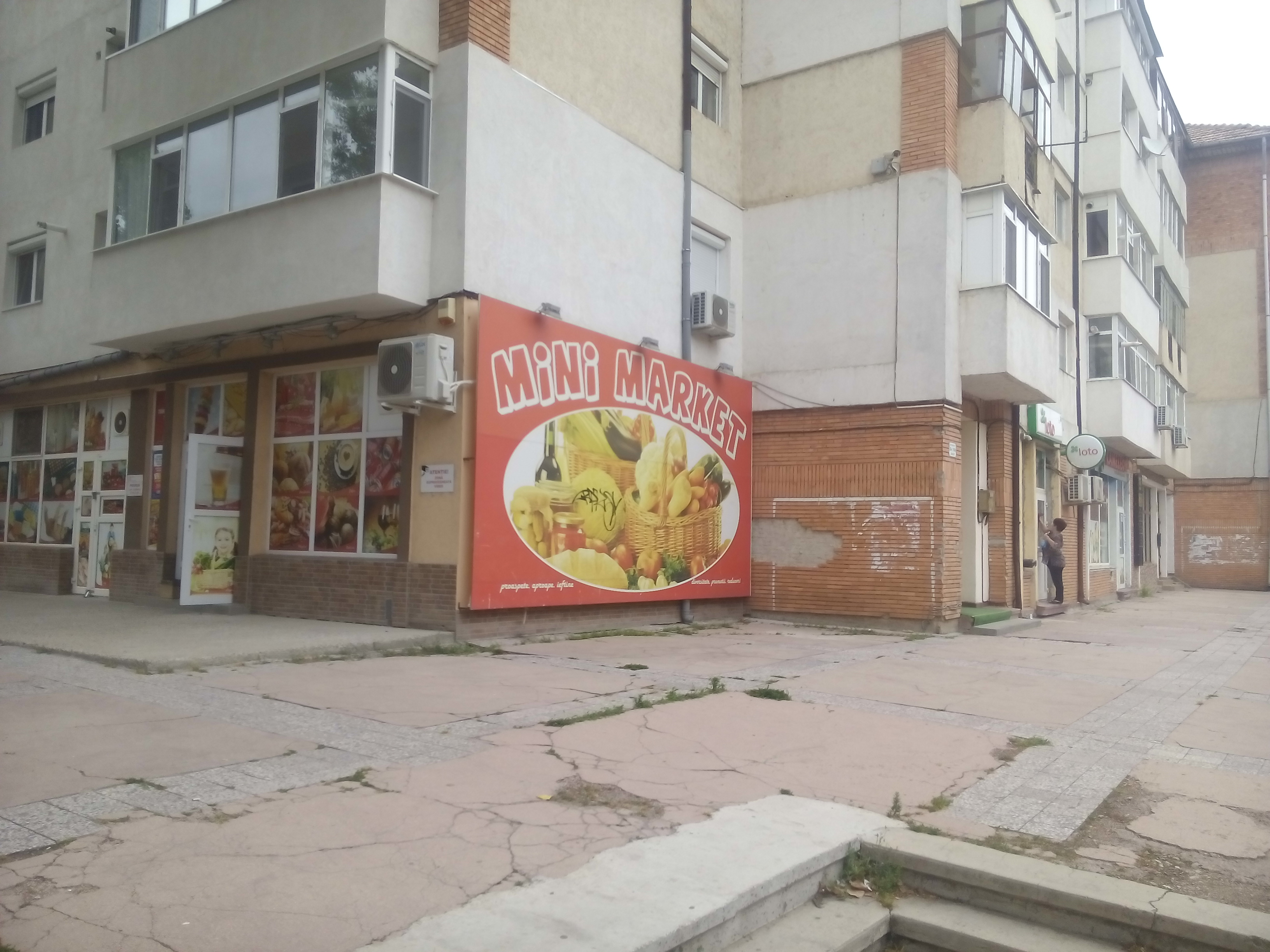
Міні-маркет
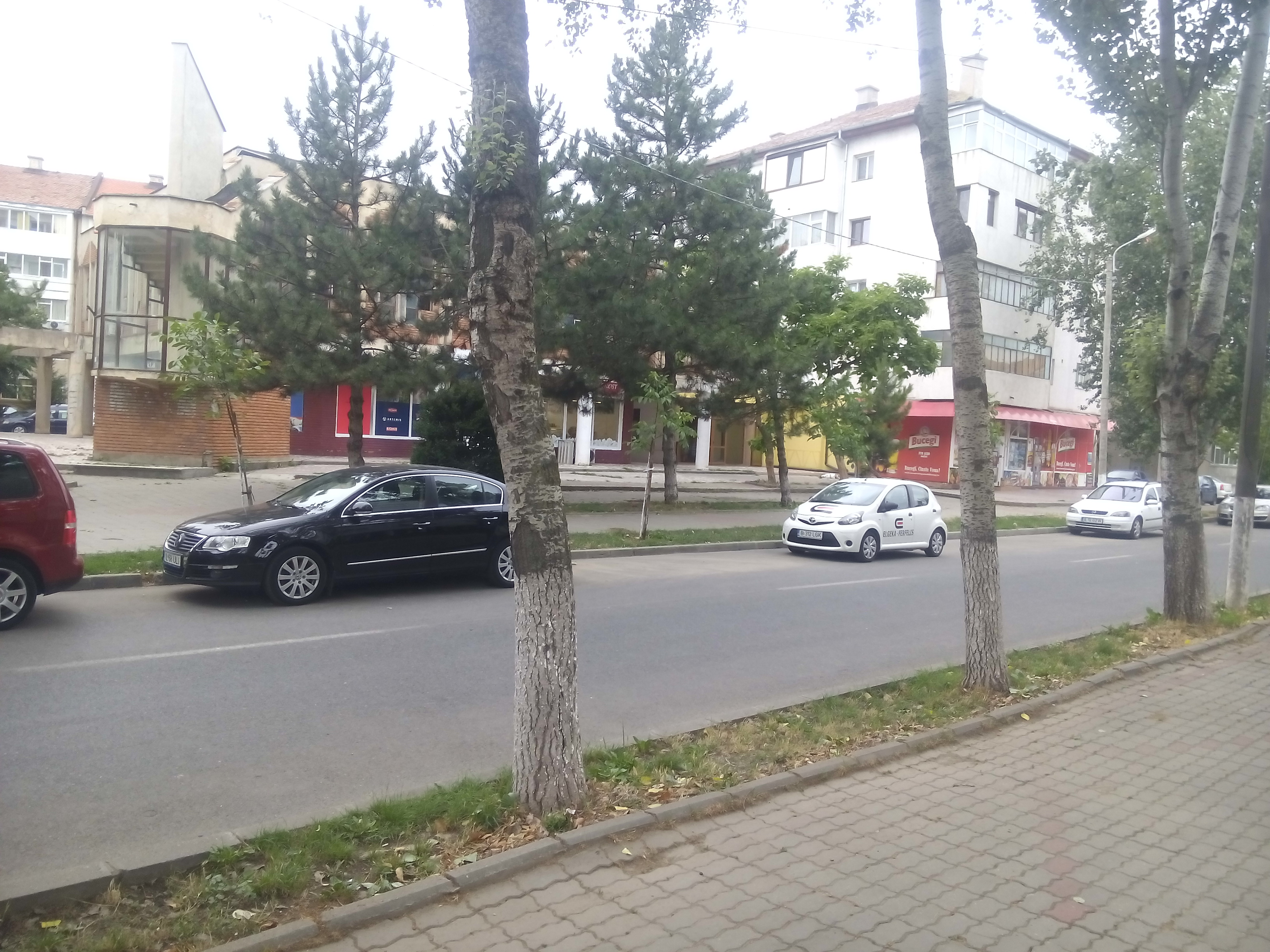
Одна з вулиць міста